# IEEE 802.1
IEEE 802.1 — рабочая группа, созданная для создания и развития стандартов межсетевого взаимодействия 802-LAN / 802-MAN архитектур, и других глобальных сетей. занимается вопросами безопасности, общего управления сетью и протоколами нижних уровней модели OSI. 
Рабочая группа 802.1 включает в себя четыре активные целевые группы: 
Interworking,
Security,
Audio/Video Bridging,
Data Center Bridging.

## Стандарты IEEE 802.1
| Стандарт | Дата принятия              | Описание                                                                                   |
| -------- | -------------------------- | ------------------------------------------------------------------------------------------ |
| 802.1b   |                            | Управление локальной сетью                                                                 |
| 802.1D   | 1998, 2004                 | Описание Алгоритма прозрачного моста, STP, QoS                                             |
| 802.1d   |                            | Логика работы коммутатора, исключение петли избыточных связей (STP)                        |
| 802.1e   |                            | Протокол загрузки системы                                                                  |
| 802.1f   | 1993                       |                                                                                            |
| 802.1G   | 1998                       | Удалённый MAC-мост                                                                         |
| 802.1h   | 1997                       | Транслирующий мост между разными технологиями                                              |
| 802.1p   | Объединён в 802.1D-2004    | дополнение к логике, обеспечивающее приоритетизацию трафика и динамическую фильтрацию IGMP |
| 802.1Q   | 1998, 2003, 2005 2011 2014 | Спецификация параметров и требований мостовой передачи виртуальных сетей. Описание VLAN    |
| 802.1r   | отменён                    | Проприетарный протокол регистрации атрибутов GARP (GPRP)                                   |
| 802.1s   | Объединён в 802.1Q-2003    | Multiple Spanning Trees (расширение STP для многих VLAN)                                   |
| 802.1v   | Объединён в 802.1Q-2003    | Классификация VLAN по протоколам и портам                                                  |
| 802.1w   | Объединён в 802.1D-2004    | Быстрый STP (Rapid STP)                                                                    |
| 802.1X   | 2001                       | Контроль доступа к сети, основанный на RADIUS                                              |
| 802.1AB  | 2009                       | Link Layer Discovery Protocol (LLDP)                                                       |
| 802.1ad  | 2006                       | Провайдерские мосты                                                                        |
| 802.1ah  | 2008                       | Мост опорных операторских сетей (PBB)                                                      |
| 802.1AE  | 2006                       | Безопасность MAC                                                                           |
| 802.1af  | В разработке               | KeySec                                                                                     |
| 802.1ag  | 2007                       | Управление ошибками соединения                                                             |
| 802.1aq  | 2012                       | Shortest Path Bridging (SPB)                                                               |
| 802.1ak  | 2007                       | Multiple Registration Protocol                                                             |
| 802.1ax  | 2008                       | Link Aggregation Protocol                                                                  |